# DEGS1
DEGS1 (англ. Delta 4-desaturase, sphingolipid 1) – білок, який кодується однойменним геном, розташованим у людей на 1-й хромосомі. Довжина поліпептидного ланцюга білка становить 323 амінокислот, а молекулярна маса — 37 866.
| 10         |  | 20         |  | 30         |  | 40         |  | 50         |
| ---------- |  | ---------- |  | ---------- |  | ---------- |  | ---------- |
| MGSRVSREDF |  | EWVYTDQPHA |  | DRRREILAKY |  | PEIKSLMKPD |  | PNLIWIIIMM |
| VLTQLGAFYI |  | VKDLDWKWVI |  | FGAYAFGSCI |  | NHSMTLAIHE |  | IAHNAAFGNC |
| KAMWNRWFGM |  | FANLPIGIPY |  | SISFKRYHMD |  | HHRYLGADGV |  | DVDIPTDFEG |
| WFFCTAFRKF |  | IWVILQPLFY |  | AFRPLFINPK |  | PITYLEVINT |  | VAQVTFDILI |
| YYFLGIKSLV |  | YMLAASLLGL |  | GLHPISGHFI |  | AEHYMFLKGH |  | ETYSYYGPLN |
| LLTFNVGYHN |  | EHHDFPNIPG |  | KSLPLVRKIA |  | AEYYDNLPHY |  | NSWIKVLYDF |
| VMDDTISPYS |  | RMKRHQKGEM |  | VLE        |  |            |  |            |

A: Аланін

C: Цистеїн

D: Аспарагінова кислота

E: Глутамінова кислота

F: Фенілаланін

G: Гліцин

H: Гістидин

I: Ізолейцин

K: Лізин

L: Лейцин

M: Метіонін

N: Аспарагін

P: Пролін

Q: Глутамін

R: Аргінін

S: Серин

T: Треонін

V: Валін

W: Триптофан

Кодований геном білок за функціями належить до оксидоредуктаз, фосфопротеїнів. 
Задіяний у таких біологічних процесах, як метаболізм жирних кислот, метаболізм ліпідів, біосинтез жирних кислот, біосинтез ліпідів. 
Локалізований у мембрані, мітохондрії, ендоплазматичному ретикулумі.